# Przycisk turbo

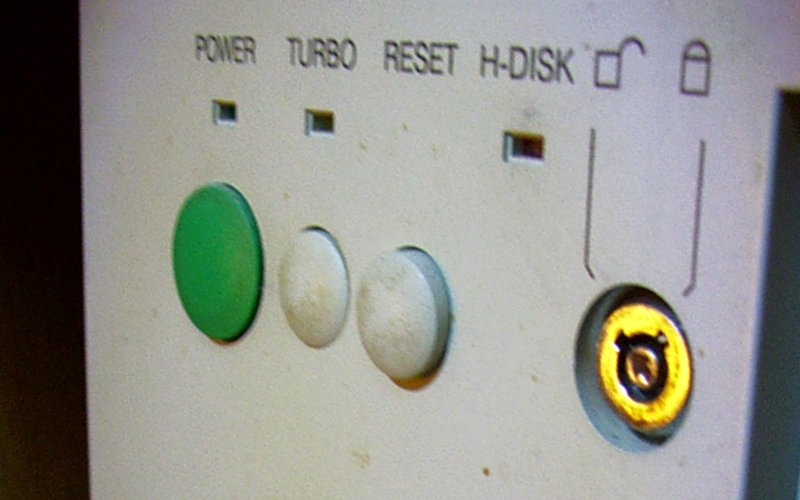
Przełączniki na obudowie komputera – widoczny przycisk turbo (drugi od lewej)

Przycisk turbo – przycisk na obudowie komputerów lub na klawiaturze, który zapewniał dwa tryby funkcjonowania – normalny, z pełną prędkością, oraz z ograniczoną prędkością procesora.
Nazwa „turbo” inspirowana była turbosprężarką – urządzeniem odpowiedzialnym za wzrost mocy silnika oraz jego efektywniejszej pracy w niektórych samochodach. 

## Efekt
Przycisk „turbo” został dodany do większości komputerów w momencie, w którym oryginalny procesor 8088 Intela o częstotliwości taktowania 4,77 MHz został wyprzedany. Wiele programów (głównie gier) używało samej mocy procesora do redukcji liczby klatek, tak więc w momencie wyjścia na rynek szybszych chipów większość tych tytułów była niegrywalna z racji braku ograniczenia liczby klatek w samym oprogramowaniu (działały one za szybko z racji uruchomienia na procesorze o szybszym zegarze). 
Aby zapewnić kompatybilność wsteczną z tymi tytułami, producenci sprzętu zaczęli dodawać przycisk „turbo”. Sama nazwa funkcji jest myląca, gdyż zamiast przyspieszać, spowalniała ona działanie procesora do częstotliwości 4,77 MHz celem wymuszenia kompatybilności ze starym oprogramowaniem pod procesor 8088. Funkcja „turbo” często była połączona z wyświetlaczem LCD wskazującym obecne taktowanie procesora oraz lampką LED, informującą o uruchomieniu bądź wyłączeniu tej funkcji. 
Nie wszystkie komputery posiadały „turbo”, jednak była to funkcja wyjątkowo często implementowana wśród komputerów z procesorami 286, 386, 486 oraz pierwszą generacją procesora Pentium. 
Po zaprzestaniu produkcji systemów 8088, twórcy używali innych metod uzyskania kompatybilności wstecznej ze starszym oprogramowaniem, a sam przycisk "turbo" przestał być implementowany jako przestarzała technologia.
Niektóre komputery zamiast przycisku uruchamiały tryb zgodności za pośrednictwem kombinacji klawiszy (np. Ctrl+Alt++ oraz Ctrl+Alt+-) celem uruchomienia wyłączenia „turbo”. ITT Xtra używało kombinacji Ctrl+Alt+\.

## Narzędzia softwarowe
Po tym, jak producenci komputerów przestali montować „turbo” w swoich produktach, twórcy oprogramowania zaczęli wynagradzać ten brak za pomocą specjalnych programów. Najpopularniejszym przykładem jest DOSBox, który oferuje pełną funkcjonalność „turbo” za pośrednictwem możliwości ustawiania prędkości zegara emulowanego sprzętu. Współczesne komputery wspierające zarządzanie energią ACPI mogą zapewniać możliwość regulowania taktowania zegara procesora.